# Щедритский, Алексей Иванович
Алексей Иванович Щедритский — русский педагог и писатель

, поэт; штатный смотритель Переяславского училища; отец русского филолога, профессора И. А. Щедритского.

## Биография
Об его детстве информации практически не сохранилось, да и прочие биографические сведения о нём очень скудны и отрывочны; известно лишь, что Алексей Щедритский воспитывался в Петербургской учительской семинарии (основанной императрицей Екатериной II; позднее Главный педагогический институт), по окончании которой был назначен в 1787 году первым учителем только что открывшегося тогда Переяславского училища. Когда в 1805 году это училище было преобразовано, А. Щедритский остался при нём в качестве штатного смотрителя. 
Будучи человеком горячо преданным интересам своей родины, в особенности же делу народного просвещения, Алексей Иванович Щедритский всё свободное от занятий время посвящал изучению отечественной словесности и сам много писал. Из сочинений его напечатаны были в свое время: «Речь по случаю перенесения ботика Петра Великого в новое здание в 1807 году» и несколько стихотворений.